# Ian Maatsen
Ian Ethan Maatsen (Vlaardingen, 10 de março de 2002) é um futebolista neerlandês que atua como lateral-esquerdo. Atualmente é jogador do Aston Villa e da Seleção Neerlandesa de Futebol.

## Carreira

### Início de carreira
Ian Maatsen nasceu em Vlaardingen e começou a jogar futebol na base do SV CWO, antes de ir para o Feyenoord. Mesmo tendo talento, foi dispensado da academia por ser baixo. Ele também esteve na base do Sparta Rotterdam e PSV, depois indo para o Chelsea em 2018.

### Chelsea
Ele subiu para o principal e fez sua estreia pelo clube londrino em 25 de setembro de 2019, na vitória de 7-1 contra o Grimsby Town pela Copa da Liga Inglesa.

### Empréstimos

#### Charlton Athletic
Maatsen foi contratado pelo Charlton Athletic por empréstimo de um ano em 2020. Em 20 de outubro, ele fez sua estreia na liga pelo Charlton, saindo do banco como substituto no segundo tempo na vitória do time por 1-0 sobre o Blackpool. Ele marcou seu primeiro gol profissional em 2 de abril de 2021 em uma vitória por 1-0 fora de casa sobre o Doncaster Rovers.

#### Coventry City
Em 30 de julho de 2021, Maatsen se juntou ao Coventry City por empréstimo. Em 2 de outubro de 2021, ele marcou seu primeiro gol pelo Coventry em uma partida contra o Fulham, ajudando seu time a uma vitória por 4–1. No geral, Maatsen fez 40 jogos na liga pelo Sky Blues e marcou três gols durante a temporada 2021-22.[carece de fontes?]

#### Burnley
Em 15 de julho de 2022, Maatsen se juntou ao Burnley em um empréstimo de uma temporada. Ele fez sua estreia na primeira rodada da EFL Championship de 2022–23 contra o Huddersfield Town, onde também marcou o único gol do jogo na vitória por 1–0.[carece de fontes?] Após suas atuações impressionantes, Maatsen foi nomeado o Jogador do Mês do Campeonato EFL em janeiro de 2023. Seu time acabou vencendo a liga e a promoção para a Premier League, com Maatsen sendo incluído no Time do Campeonato da Temporada como o melhor lateral-esquerdo.

#### Borussia Dortmund
Em 12 de janeiro de 2024, Maatsen foi emprestado para o Borussia Dortmund, por um empréstimo pelo resto da temporada. Em 16 de abril, ele marcou seu primeiro gol na Liga dos Campeões em uma vitória por 4-2 contra o Atlético de Madrid na partida de volta das quartas de final, ajudando seu time a avançar para as semifinais. O Borussia finalmente chegou à final, onde Maatsen começou a partida e fez um passe errado que levou ao segundo gol do Real Madrid em uma derrota por 2-0 no Estádio de Wembley. No entanto, ele foi nomeado no Time da Temporada da competição como o melhor lateral-esquerdo.

### Aston Villa
Em 28 de junho de 2024, Maatsen assinou com o clube da Premier League, Aston Villa, por uma taxa não revelada, estimada em £37,5 milhões, assinando um contrato de seis anos. Em 17 de agosto de 2024, Maatsen fez sua estreia no Aston Villa como substituto na vitória por 2-1 na estreia sobre o West Ham United.

## Carreira internacional
Maatsen representou o Países Baixos em todos os níveis da seleção, de sub-15 a sub-21.[carece de fontes?]
Em setembro de 2023, ele recebeu sua primeira convocação para a seleção principal da Holanda pelo técnico Ronald Koeman, para duas partidas de qualificação para a Eurocopa 2024 da UEFA contra a Grécia e a República da Irlanda.
Em maio de 2024, Maatsen foi selecionado no elenco preliminar de 30 jogadores para a UEFA Euro 2024, mas mais tarde foi omitido do elenco final. No entanto, ele foi convocado novamente para a seleção holandesa para a Euro 2024 em 11 de junho como substituto do lesionado Frenkie de Jong.

## Títulos

#### Burnley
- EFL Championship: 2022–23

#### Países Baixos Sub-17
- Campeonato Europeu de Futebol Sub-17: 2019